# 모잠비크 메티칼

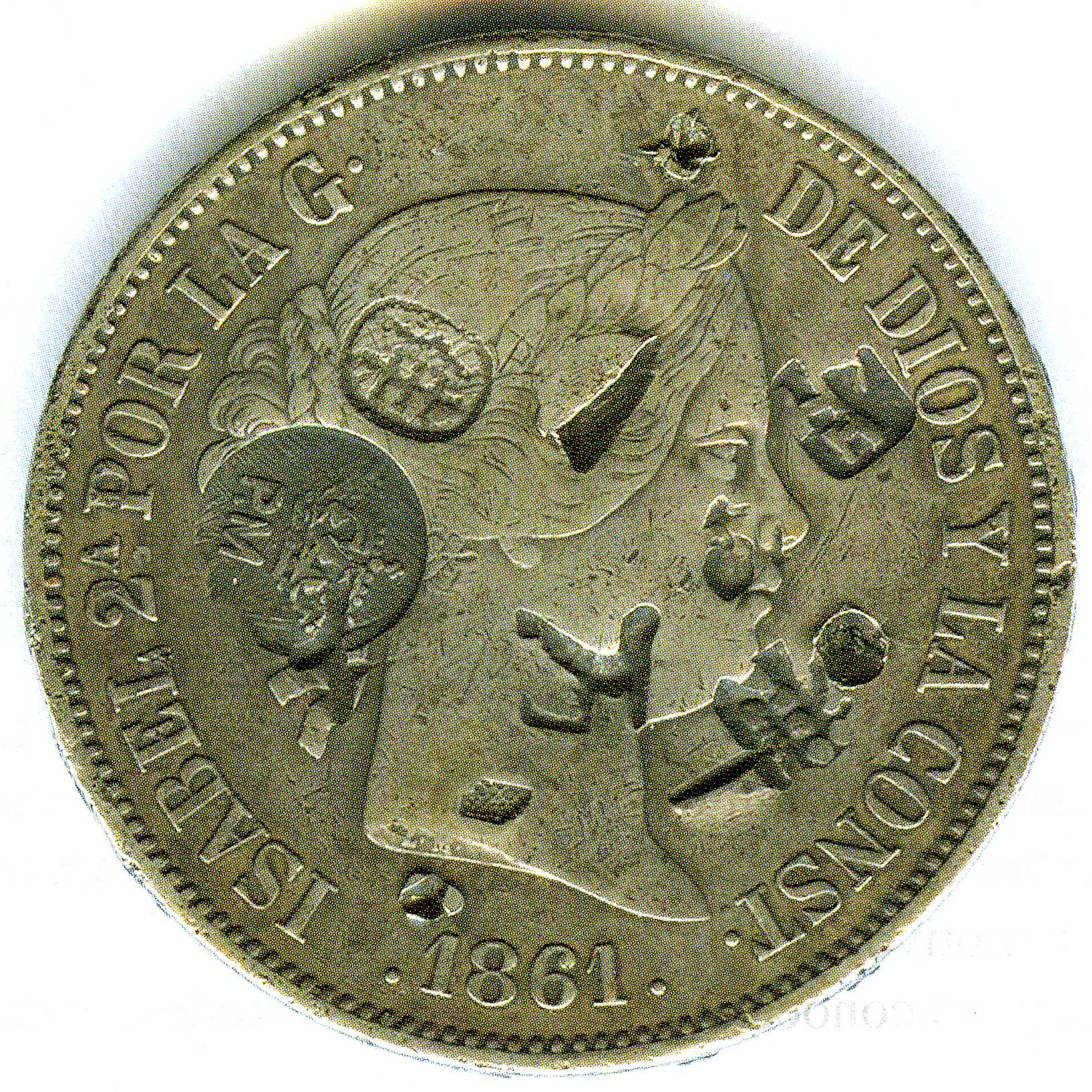

메티칼(metical, 복수형: meticais, 약어: MZN 또는 MTn)은 모잠비크의 통화이다. 1 메티칼은 명목상 100 센타부스(centavos)로 나뉜다.

## 역사

### 첫 번째 메티칼 (MZM)
1980년 6월 16일 에스쿠도를 대신하여 메티칼 화가 처음으로 도입된다. 100 센타부 단위로 나뉘었으며 메티칼은 후에 심각한 인플레이션 현상을 맞닥뜨렸다. 루마니아 레우의 통화가치가 개정된 이후 메티칼 화는 화폐 가치가 가장 낮은 화폐로 남아 있었다. 당시의 환율치는 1 미 달러 당 24,500 메티칼에 달하였는데 2005년 8월 말에 짐바브웨 달러가 이 기록을 가져갔다.

### 두 번째 메티칼 (MZN)
2006년 7월 1일, 모잠비크는 메티칼 화를 1000:1의 비율로 절하했다. 새로운 ISO 4217 코드로 MZN이 부여되었고, 같은 날 새로운 지폐와 동전이 도입되었다. 그 뒤로 2006년 12월 31일까지의 과도기 동안에는 구 메티칼 화와 신 메티칼 화 모두 이용이 허가되었다.
구 메티칼 화는 2012년 12월 31일까지 6년의 기간에 걸쳐 모잠비크 국영은행에 의해 회수되었다.

## 동전

### 첫 번째 메티칼
1986년, 알루미늄 1 메티칼, 10, 20, 50 메티카이스(meticais)의 종류로 도입되었다. 1994년, 새로운 화폐 제도는 1 메티칼, 5, 10, 20, 50, 100, 500, 1000 메티카이스의 종류로 발행했는데, 4개의 저액 동전(1, 5, 10, 20)은 황동 도급 강철로 주조되었고 나머지 고액 동전은 니켈 도금 강철로 주조되었다. 5000 메티카이스 동전은 1998년에 도입되었고, 이어서 10,000 메티카이스 동전은 2003년에 도입되었다.

### 두 번째 메티칼
2006년 7월 1일부터, 동전은 1 센타부, 5, 10, 20, 50 센타부스(centavos), 1 메티칼, 2, 5, 10 메티카이스의 종류로 발행되었다. 

## 지폐

### 첫 번째 메티칼
1980년, 20, 100, 500, 1000 메티칼 지폐가 도입되었다. 5000 메티칼 지폐는 1988년에 도입되었고 10,000 메티칼 지폐는 1991년에, 50,000 메티칼과 100,000 메티칼 지폐는 1993년, 20,000 메티칼은 1999년, 200,000 메티칼과 500,000 메티칼 지폐는 2003년에 각각 도입되었다.

### 두 번째 메티칼
2006년 7월 1일부터, 새로운 지폐는 20, 50, 100, 200, 500, 1000 메티카이스(meticais)의 액면으로 발행되었다. 2011년 10월 1일, 모잠비크 은행(Banco de Moçambique)은 2006년 시리즈과 유사하나 향상된 보안 기능을 가진 지폐의 새로운 종류를 발행했다. 3개의 저액 지폐들은 지금 폴리머로 인쇄되는데 비해 고액 지폐들은 종이로 인쇄되는 것으로 남았다. 고액 메티칼 지폐들은 데라루(De La Rue)에 의해 인쇄된다.
| 모잠비크 메티칼의 지폐 (2006년 6월 16일 "사모라 마셸" 발행) | 모잠비크 메티칼의 지폐 (2006년 6월 16일 "사모라 마셸" 발행) | 모잠비크 메티칼의 지폐 (2006년 6월 16일 "사모라 마셸" 발행) | 모잠비크 메티칼의 지폐 (2006년 6월 16일 "사모라 마셸" 발행) | 모잠비크 메티칼의 지폐 (2006년 6월 16일 "사모라 마셸" 발행) |
| 그림                                                        | 가치                                                        | 앞면                                                        | 뒷면                                                        | 워터마크                                                    |
| ----------------------------------------------------------- | ----------------------------------------------------------- | ----------------------------------------------------------- | ----------------------------------------------------------- | ----------------------------------------------------------- |
|                                                             | 20 meticais                                                 | 사모라 모이셰스 마셸                                        | 코뿔소                                                      | 사모라 모이셰스 마셸                                        |
|                                                             | 50 meticais                                                 | 사모라 모이셰스 마셸                                        | 쿠두                                                        | 사모라 모이셰스 마셸                                        |
|                                                             | 100 meticais                                                | 사모라 모이셰스 마셸                                        | 기린                                                        | 사모라 모이셰스 마셸                                        |
|                                                             | 200 meticais                                                | 사모라 모이셰스 마셸                                        | 사자                                                        | 사모라 모이셰스 마셸                                        |
|                                                             | 500 meticais                                                | 사모라 모이셰스 마셸                                        | 물소                                                        | 사모라 모이셰스 마셸                                        |
|                                                             | 1000 meticais                                               | 사모라 모이셰스 마셸                                        | 코끼리                                                      | 사모라 모이셰스 마셸                                        |

| 모잠비크 메티칼의 지폐 (2011년 6월 16일 "사모라 마셸" 발행) | 모잠비크 메티칼의 지폐 (2011년 6월 16일 "사모라 마셸" 발행) | 모잠비크 메티칼의 지폐 (2011년 6월 16일 "사모라 마셸" 발행) | 모잠비크 메티칼의 지폐 (2011년 6월 16일 "사모라 마셸" 발행) | 모잠비크 메티칼의 지폐 (2011년 6월 16일 "사모라 마셸" 발행) |
| 그림                                                        | 가치                                                        | 앞면                                                        | 뒷면                                                        | 워터마크                                                    |
| ----------------------------------------------------------- | ----------------------------------------------------------- | ----------------------------------------------------------- | ----------------------------------------------------------- | ----------------------------------------------------------- |
| [ 깨진 링크 ( 과거 내용 찾기 ) ]                            | 20 meticais                                                 | 사모라 모이셰스 마셸                                        | 코뿔소                                                      | 사모라 모이셰스 마셸                                        |
|                                                             | 50 meticais                                                 | 사모라 모이셰스 마셸                                        | 쿠두                                                        | 사모라 모이셰스 마셸                                        |
| [ 깨진 링크 ( 과거 내용 찾기 ) ]                            | 100 meticais                                                | 사모라 모이셰스 마셸                                        | 기린                                                        | 사모라 모이셰스 마셸                                        |
|                                                             | 200 meticais                                                | 사모라 모이셰스 마셸                                        | 사자                                                        | 사모라 모이셰스 마셸                                        |
| [ 깨진 링크 ( 과거 내용 찾기 ) ]                            | 500 meticais                                                | 사모라 모이셰스 마셸                                        | 물소                                                        | 사모라 모이셰스 마셸                                        |
|                                                             | 1000 meticais                                               | 사모라 모이셰스 마셸                                        | 코끼리                                                      | 사모라 모이셰스 마셸                                        |

## 같이 보기
- 모잠비크의 경제